# Вальтенайм
Вальтена́йм (фр. Waltenheim) — коммуна на северо-востоке Франции в регионе Гранд-Эст (бывший Эльзас — Шампань — Арденны — Лотарингия), департамент Верхний Рейн, округ Мюлуз, кантон Брёнстат. До марта 2015 года коммуна административно входила в состав упразднённого кантона Сирентс (округ Мюлуз).
Площадь коммуны — 2,32 км², население — 555 человек (2006) с тенденцией к росту: 565 человек (2012), плотность населения — 243,5 чел/км².

## Население
Численность населения коммуны в 2011 году составляла 564 человека, а в 2012 году — 565 человек.
| 1962 | 1968 | 1975 | 1982 | 1990 | 1999 | 2006 | 2008 | 2011 | 2012 |
| ---- | ---- | ---- | ---- | ---- | ---- | ---- | ---- | ---- | ---- |
| 140  | 126  | 173  | 300  | 357  | 505  | 555  | 559  | 564  | 565  |

Динамика населения:

## Экономика
В 2010 году из 401 человек трудоспособного возраста (от 15 до 64 лет) 297 были экономически активными, 104 — неактивными (показатель активности 74,1 %, в 1999 году — 78,4 %). Из 297 активных трудоспособных жителей работали 277 человек (145 мужчин и 132 женщины), 20 числились безработными (13 мужчин и 7 женщин). Среди 104 трудоспособных неактивных граждан 36 были учениками либо студентами, 37 — пенсионерами, а ещё 31 — были неактивны в силу других причин.
На протяжении 2011 года в коммуне числилось 198 облагаемых налогом домохозяйств, в которых проживало 554,5 человека. При этом медиана доходов составила 32915 евро на одного налогоплательщика.

## Достопримечательности (фотогалерея)

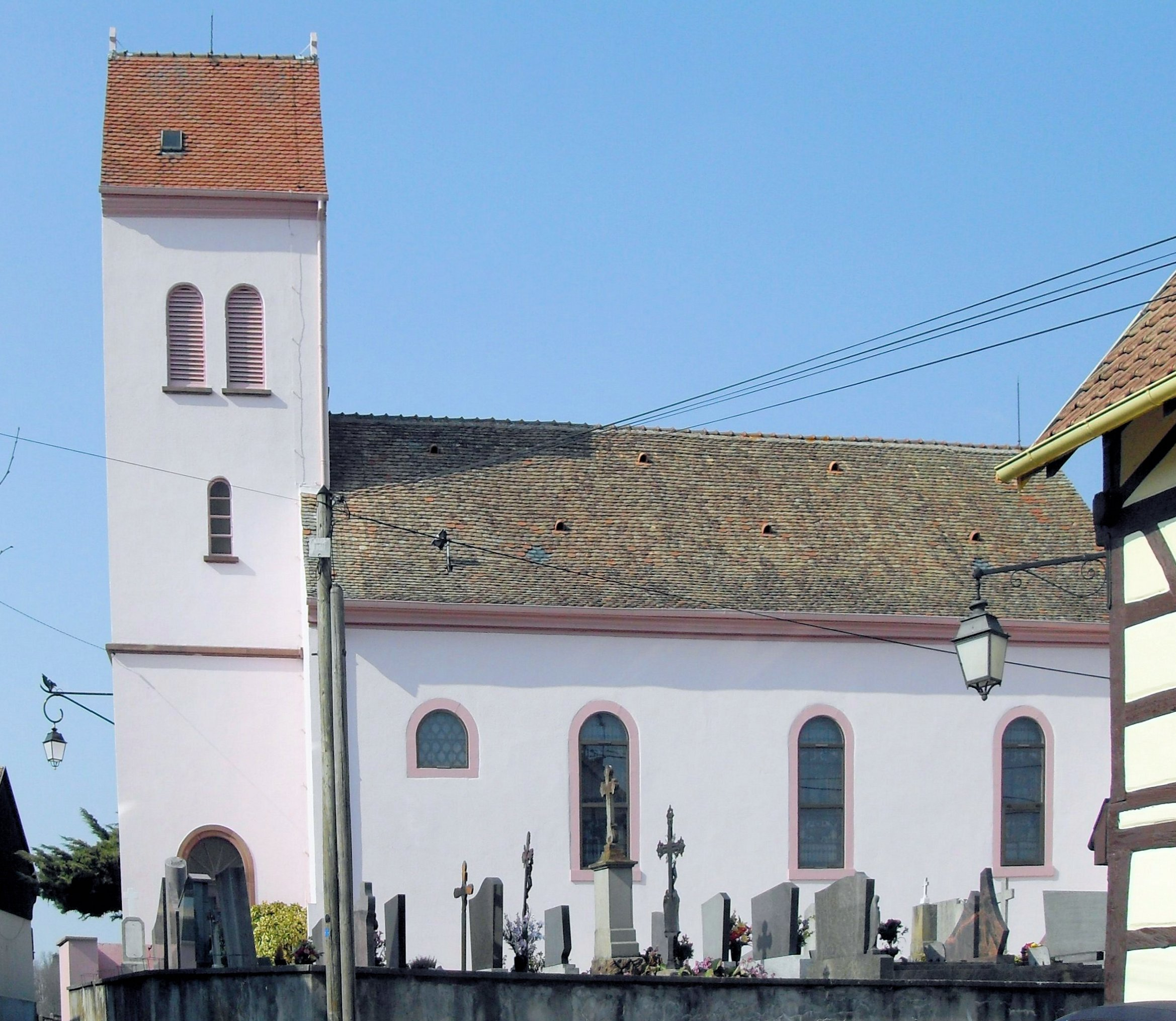
Церковь
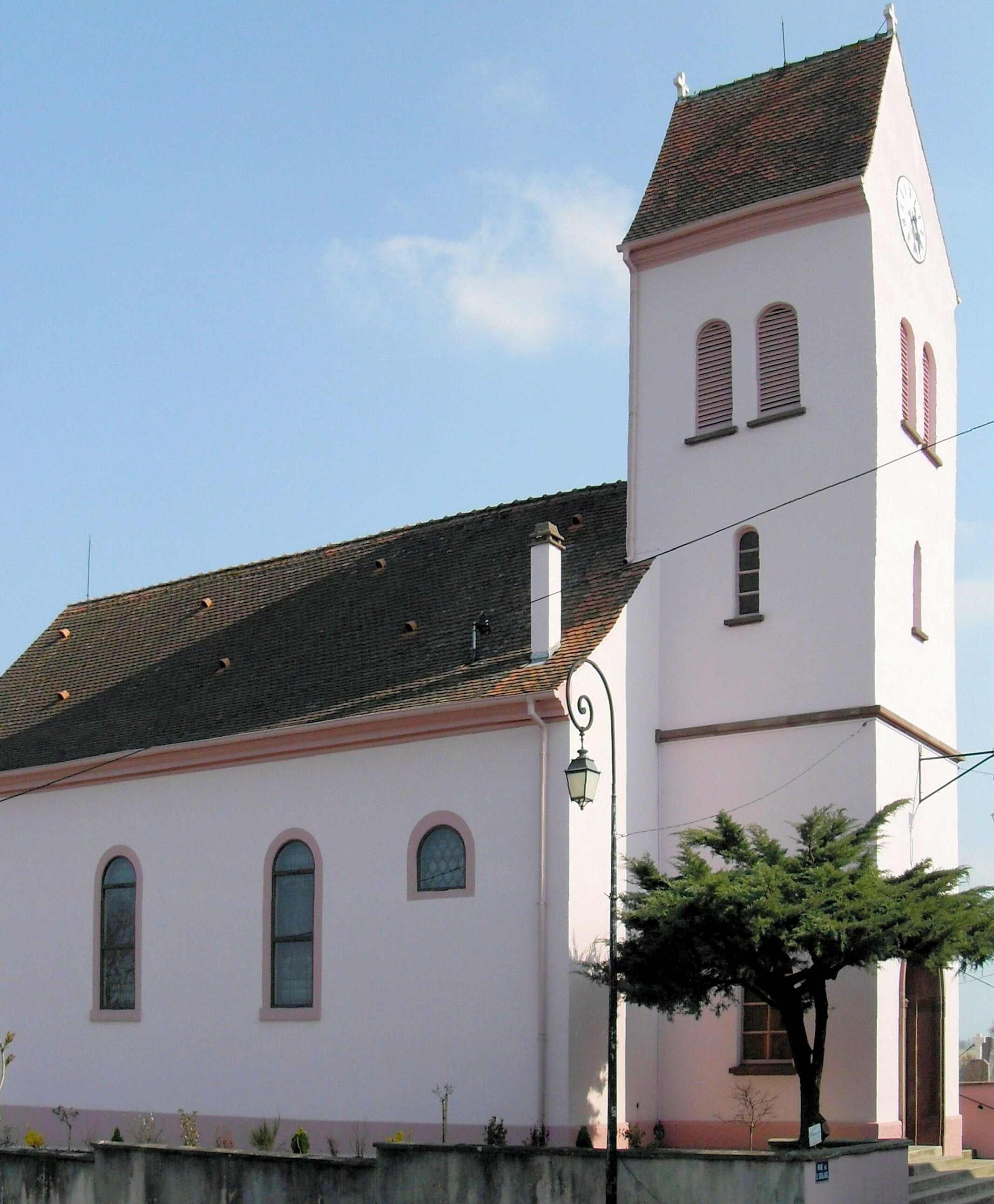
Колокольня